# Jan Rudnow
Jan Józef Rudnow (ur. 2 kwietnia 1947) – polski piłkarz, obrońca.

## Kariera sportowa
Był długoletnim piłkarzem Ruchu. W barwach tego klubu w 1968 został mistrzem Polski. W reprezentacji Polski wystąpił tylko raz, w rozegranym 30 października 1968 spotkaniu z Irlandią, które Polska wygrała 1:0.
Pracował także jako trener, był m.in. szkoleniowcem pierwszej drużyny Ruchu.